# Romanów (Silésie)
Pour les articles homonymes, voir Romanów.
Romanów est une localité polonaise de la gmina de Kamienica Polska, située dans le powiat de Częstochowa en voïvodie de Silésie.